# Jerzy Strzałkowski (oficer)

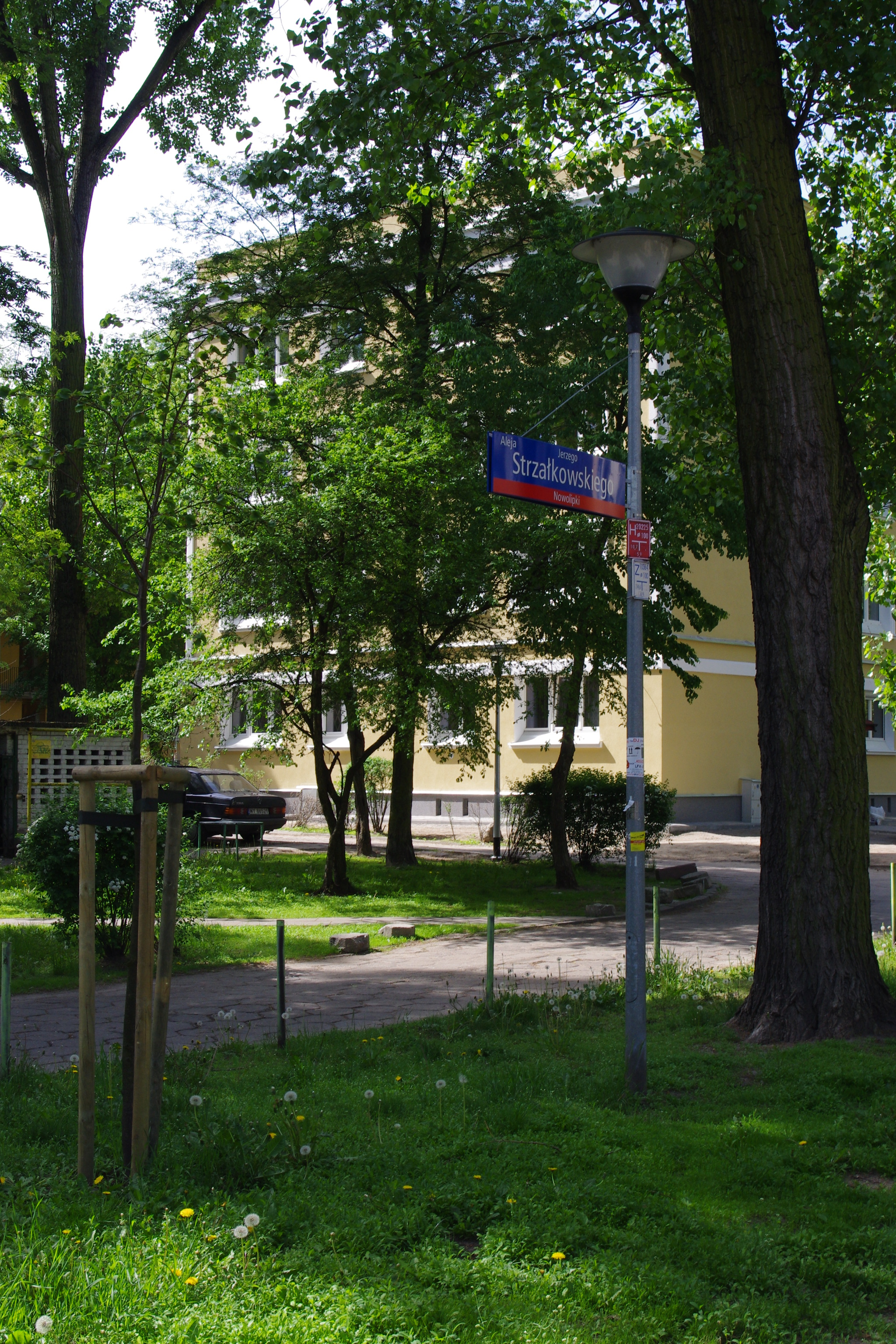
Aleja Jerzego Strzałkowskiego na warszawskiej Woli

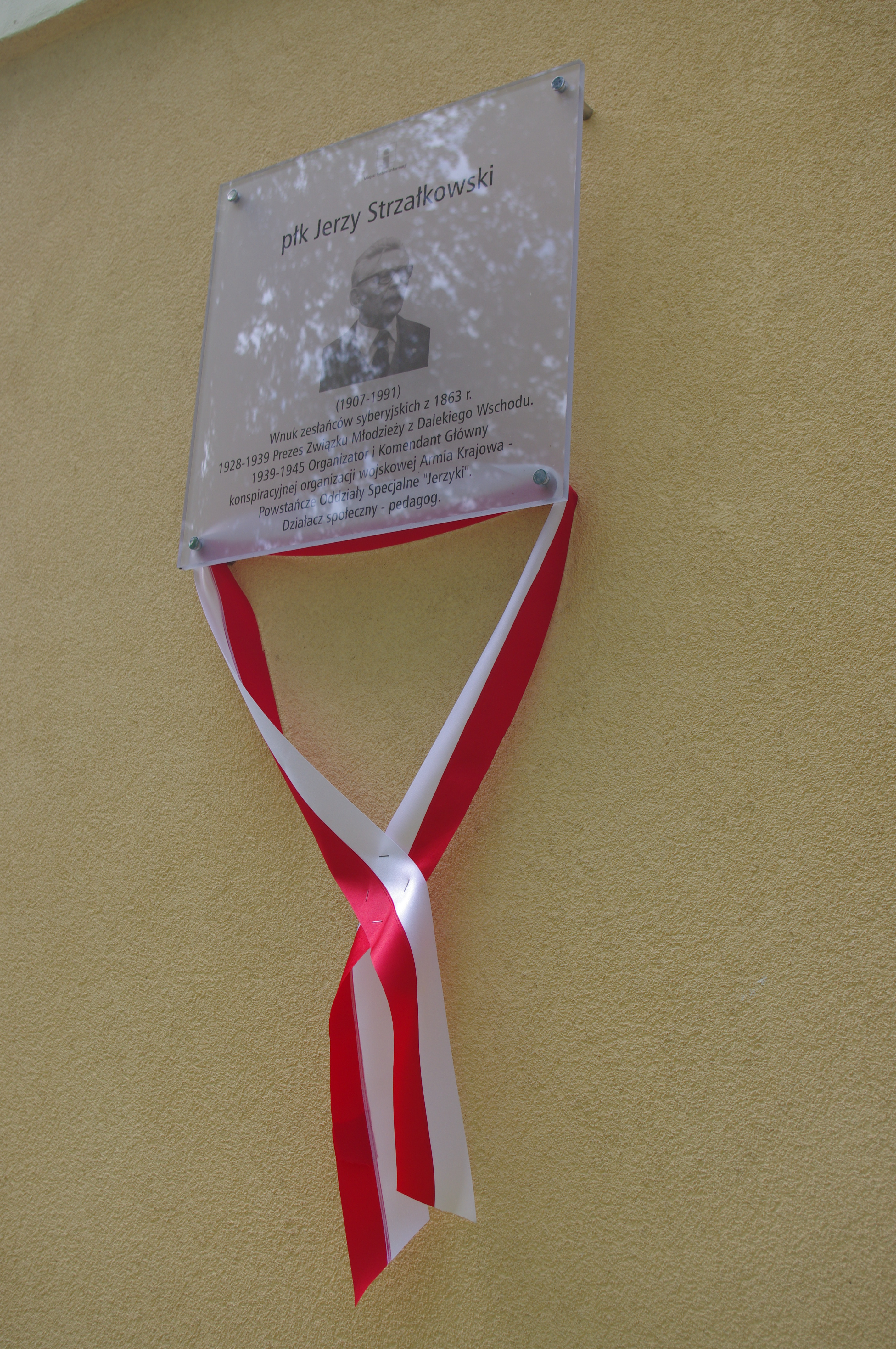
Tablica MSI upamiętniająca Jerzego Strzałkowskiego w alei jego imienia

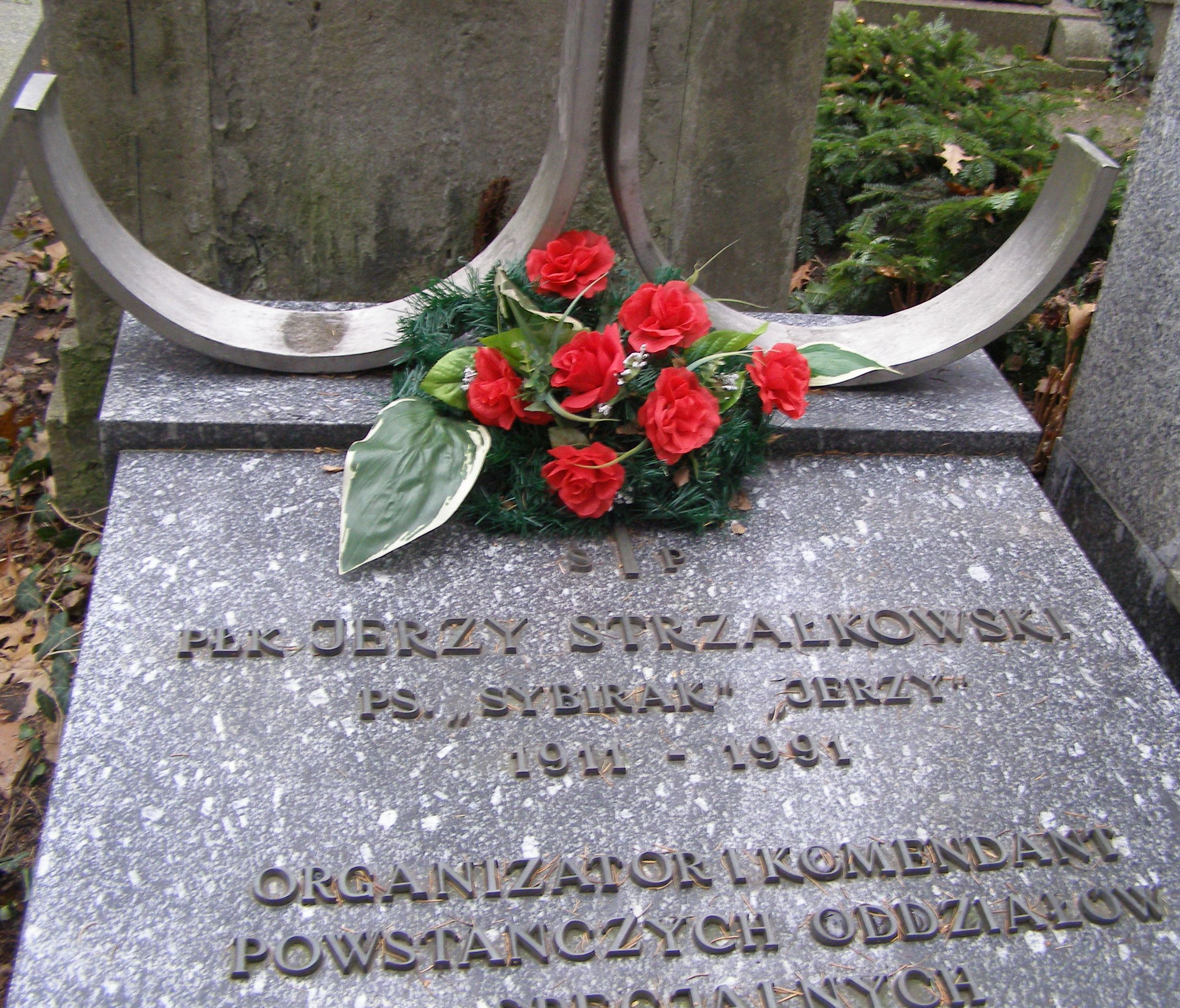
Grób Jerzego Strzałkowskiego na Cmentarzu Wojskowym na Powązkach

Jerzy Strzałkowski (ur. 8 lipca?/21 lipca 1907 w Sułtanówce k. Kijowa, zm. 4 maja 1991 w Pruszkowie) – pułkownik Wojska Polskiego.

## Życiorys
Urodził się jako syn Władysława i Stanisławy z Rakowiczów, którzy pochodzili z Wielkopolski. Ich przodkowie za udział w powstaniu styczniowym 1863 zostali zesłani na Syberię. Jerzy miał jeszcze pięcioro rodzeństwa. Po wybuchu rewolucji październikowej 1917, zmuszono rodzinę do opuszczenia domu i gospodarstwa. Przenieśli się pośpiesznie do Chersonia nad Dnieprem. Jednak ojciec Władysław i dziadek Adolf ponieśli śmierć. Epidemia tyfusu rozdzieliła rodzinę. Chory na tyfus Jerzy z wujem T. Sobańskim, przez Kijów i Czytę zawędrował do Harbina, a matka Stanisława z dziećmi wyjechała do Polski. Z Harbina, przy pomocy Polskiego Komitetu Ratunkowego Dzieci Dalekiego Wschodu i Japońskiego Czerwonego Krzyża, opuścił Rosję wraz z około 700 dziećmi i w 1922 roku poprzez Japonię dotarł do Polski.
Spotkał się z rodziną na tzw. etapie emigracyjnym w Warszawie przy ul. Powązkowskiej. Jerzy wraz z matką i rodzeństwem trafił do Zakładu Wychowawczego dla Dzieci Syberyjskich w Wejherowie. Ukończył tam gimnazjum i uzyskał maturę, po czym w 1928 roku opuścił Zakład. Podjął pracę zarobkową i rozpoczął studia na Wydziale Psychologii Uniwersytetu Warszawskiego.
Jesienią 1928 roku w lokalu Bursy Komitetu Ratunkowego Dzieci Dalekiego Wschodu odbył się Zjazd, na którym powołano Związek Młodzieży z Dalekiego Wschodu i wybrano 17-letniego Jerzego Strzałkowskiego jego prezesem. Pełnił tę funkcję do wybuchu II wojny światowej. Związek miał oddziały i koła w Poznaniu, Łodzi, Katowicach, Wilnie, Lwowie, Radomiu, Gdyni, Białymstoku, Bydgoszczy i Wejherowie. Miało to znaczenie w przyszłości.
Związek rozwija swą działalność opiekuńczo-wychowawczą i patriotyczną. Utrzymuje kontakty z Macierzą Szkolną, Związkiem Osadników Wojskowych, Kołem Podolan, Towarzystwem Pomocy Dzieciom z Kresów i Związkiem Sybiraków. W latach 1930–1931 pracował z Januszem Korczakiem w „Naszym Domu” na Bielanach. Związek utrzymywał kontakty z Ambasadą Japonii w Warszawie i Japońskim Czerwonym Krzyżem w Tokio. Do września 1939 roku pracował jako kurator sądowy dla nieletnich, a także jako dyrektor Ośrodka Wypoczynkowego dla Dzieci Upośledzonych w Gardei koło Grudziądza. Ostatnią przed wybuchem wojny inicjatywą integracji z młodzieżą z Kresów, były dwa turnusy obozu wakacyjnego w lipcu i sierpniu 1939 roku, w trzech wsiach powiatu brzeżańskiego. Kierownikami podobozów byli wychowankowie „Jerzego”: Karol Lachowski, Longin Izydorczak, Zbigniew Stolarski i Tadeusz Dermedko.
W kampanii wrześniowej 1939, w stopniu starszego strzelca, walczył w szeregach 36 pułku piechoty Legii Akademickiej. Po zakończeniu działań wojennych powrócił do Warszawy i zaangażował się w działalność konspiracyjną. W październiku 1939 na ostatnim posiedzeniu ZMzDW podjęto decyzję o powołaniu Powstańczych Oddziałów Specjalnych i wysłaniu kurierów do oddziałów w całym kraju, celem podjęcia działalności niepodległościowej. Nazwa nawiązywała do tradycji powstań narodowych, a baza organizacyjna i kadrowa ZMzDW była świetną kuźnią kadr.
Podczas powstania warszawskiego dowodził batalionem „Jerzyków” na Starówce. 22 sierpnia wyruszył kanałami z placu Krasińskich w stronę Puszczy Kampinoskiej po broń i amunicję dla powstańców. Po dotarciu do wsi Pociecha (przez Laski i Wiersze) stoczyli ciężki bój w dniach 28 sierpnia do 5 września, z oddziałami niemieckimi i RONA. W boju zginęło 23 żołnierzy i 30 zostało rannych. W dniu 17 stycznia 1945 „Jerzy” wydał rozkaz rozwiązujący organizację. Ale już 1 sierpnia 1945 został aresztowany przez UB i po ciężkich przesłuchaniach zwolniony pod koniec października.
Czas powojenny zmusił go do podejmowania różnych zajęć. Szykany władz uniemożliwiły mu podjęcie stałej pracy, zgodnej z zainteresowaniami pedagogicznymi i wykształceniem. Zmuszony był do wielokrotnych zmian zakładów pracy np.:
- w 1945 tworzył spółdzielnię transportową żywności w Warszawie,
- w grudniu 1945 przeniósł się do Koszalina, jako inspektor PUR (w Warszawie miał zakaz pracy),
- w czerwcu 1946 pracował w Ministerstwie Ziem Odzyskanych
- w tym samym 1946 objął kierownictwo Gospodarstwa Rolnego Osina k. Barlinka
- od maja do grudnia 1950 w Zarządzie Centralnym PGR-ów,
- w styczniu 1951 w przedsiębiorstwie państwowym Desa,
- w styczniu 1957 kierownik Administracji Domów Mieszkalnych Praga II,
- w marcu 1959 kierownik Administracji Domów Mieszkalnych 12 na Muranowie,
- w lutym 1968 w Spółdzielni Budownictwa Mieszkaniowego pracowników PAX.

W roku 1973 przeszedł na emeryturę, którą wykorzystał na działalność społeczno-wychowawczą w TPD i pracę w organizacjach kombatanckich.
W okresie pracy w ADM 12 na Muranowie, dał się poznać jako prawdziwy pedagog i wychowawca młodzieży. Zyskał przydomek „Ojciec tysiąca dzieci”. Nawet niechętne mu władze ZBM, musiały zaakceptować jego metody wychowawcze, a media nazwały je „eksperymentem muranowskim” lub „republiką muranowską”. Ukoronowaniem działalności wśród młodzieży było nadanie jego imienia Ośrodkowi Szkolno-Wychowawczemu w Lesznie i ich drużynom harcerskim. Utworzono tam Izbę Pamięci swego patrona.
Po wojnie, w życiu codziennym, bliska była mu wielopokoleniowa rodzina Rybałków. Eugeniusz Rybałko ps. „Genek” był jego adiutantem w POS „Jerzyki”. Poznał go w 1935 jako kuratora dla nieletnich, który interesował się losem dzieciaków warszawskich podwórek. Jednak swe losy, najmocniej związał z najmłodszym z Rybałków – Bronisławem. Od 1958 w mieszkaniu przy Linneusza 7 wraz z rodziną Bronisława i czuł się za nią odpowiedzialny jak ojciec i dziadek. Ostatnie lata życia spędził w atmosferze przyjaźni i serdeczności, którą stworzyli mu domownicy, jak i cała rodzina Rybałków. Dbali też o to wychowankowi z „republiki muranowskiej” i podkomendni z Oddziałów „Jerzyki”.
Zmarł 4 maja 1991 w szpitalu w Pruszkowie. Pochowany na Cmentarzu Wojskowym na Powązkach (kwatera A27-3-3).

## Awanse
- major – zweryfikowany w październiku 1945 przez Komisję Weryfikacyjną Oficerów przy MON ze starszeństwem z dniem 11 października 1944 w korpusie oficerów piechoty
- podpułkownik – 26 października 1975[3] (rozkaz personalny nr 0214)
- pułkownik – 23 września 1979[3] (rozkaz personalny nr 0139)

## Upamiętnienie
- W październiku 2011 ciągowi pieszemu zlokalizowanemu pomiędzy ulicami Nowolipki i Nowolipie na warszawskiej Woli nadano nazwę alei Jerzego Strzałkowskiego[5].